# Jaroslav Just
Jaroslav Just (Praga, 6 de fevereiro de 1883 - 5 de agosto de 1928) foi um tenista da Boémia.
Jaroslav Just Participou dos Jogos Olímpicos de 1912 e 1920.